# David Manga
David Manga Lembe (ur. 3 lutego 1989 w Paryżu) – piłkarz z Republiki Środkowoafrykańskiej występujący na pozycji pomocnika w azerskim klubie Zirə Baku.

## Kariera klubowa
Swoją karierę rozpoczął w juniorskim zespole Paris Saint-Germain. Karierę profesjonalną zaczął w SC Eisenstadt, w którym rozegrał 3 mecze w 2007. W 2008 podpisał kontrakt z TSV 1860 Monachium i grał przez 3 sezony w rezerwach tej drużyny. W sierpniu 2011 podpisał trzyletni kontrakt z Partizanem Belgrad. Zadebiutował w tej drużynie 21 września 2011 w meczu Pucharu Serbii z FK Novi Pazar, w którym wszedł na boisko w 73. minucie. Debiut ligowy miał miejsce 22 października 2011 w spotkaniu z Javorem Ivanjica, w którym wszedł na boisko w 87. minucie. Pierwszego gola dla tego zespołu zdobył 21 kwietnia 2012 w 93. minucie meczu z FK Smederevo. W sierpniu 2012 został wypożyczony na rok do Hapoelu Ramat Gan. W czerwcu 2013 podpisał trzyletni kontrakt z Hapoelem Ironi Kirjat Szmona.

## Kariera reprezentacyjna
W reprezentacji Republiki Środkowoafrykańskiej Manga zadebiutował 10 października 2010 w wygranym 2:0 meczu eliminacji Pucharu Narodów Afryki 2012 z Algierią.